# PocketStation
PocketStation — периферийное устройство для PlayStation, созданное Sony Computer Entertainment. Выпущено в продажу 23 января 1999 года и продавалось только в Японии. Имеет ЖК-дисплей, часы реального времени, может воспроизводить звук, обмениваться информацией через инфракрасный порт, а также присоединяться к PlayStation как стандартная карта памяти.
Программное обеспечение для PocketStation поставляется на дисках вместе с играми для PlayStation. При помощи инфракрасного порта можно играть в игру нескольким игрокам одновременно (multiplayer), а также обмениваться друг с другом данными, сохранёнными из игр.
Хотя устройство так и не было выпущено в Северной Америке и Европе, были планы это сделать — так, например, Official UK PlayStation Magazine сообщал, что несколько игр (таких как Final Fantasy VIII) сохранят совместимость с PocketStation в локализованных версиях. В результате этого, в частности, в PC-версии Final Fantasy VIII появилась мини-игра Chocobo World.

## Технические характеристики
- Процессор: ARM7T — 32-разрядный RISC-микропроцессор
- Память: 2 Кбайт SRAM, 128 Кбайт Flash RAM
- Звук: 12-разрядный PCM, миниатюрный динамик
- Графика: монохромный ЖК-дисплей, 32 × 32 точек[2]
- Кнопки: 5 игровых кнопок, кнопка сброса
- Инфракрасный порт: двунаправленный, с поддержкой IrDA
- Батарея: литий-ионная (CR 2032)
- Другие функции: календарь, идентификационный номер
- Размеры: 64 × 42 × 13,5 мм
- Вес: около 30 грамм, включая батарею

## Поддерживаемые игры
- All Japan Pro Wrestling[2]
- Ape Escape (Японская версия)
- Arc the Lad III
- Armored Core: Master of Arena (Японская версия)[2]
- Battle Bug Story[2]
- Be Pirates![2]
- Brightis
- Burger Burger 2[2]
- Chocobo Stallion
- Crash Bandicoot 3: Warped (Японская версия)[2]
- Dance Dance Revolution 3rdMix
- Dance Dance Revolution 4thMix
- Dance Dance Revolution 5thMix
- Digimon Tamers: Pocket Culumon (Японская версия)
- Everywhere Together[2]
- Final Fantasy VIII[3]
- Fire Pro G
- Fish Hunter[2]
- Gallop Racer 3[2]
- Grandia (Японская версия)
- Hello Kitty: White Present[2]
- I.Q. Final[2]
- JoJo’s Bizarre Adventure (Японская версия)
- The Legend of Dragoon (только Японская версия)[4]
- Legend of Mana
- Love Hina 2
- Lunatic Dawn 3[2]
- LMA Manager
- Kyro-chan's Print Club[2]
- Metal Gear Solid: Integral[5]
- Mister Prospector[2]
- The Misadventures of Tron Bonne (Японская версия)
- Monster Race[2]
- Monster Rancher 2 (Японская версия)[2]
- Monster World[2]
- Pi to Mail[2]
- Pocket Dungeon[2]
- Pocket MuuMuu[6]
- Pocket Tuner[7]
- Prologue[2]
- Racing Lagoon
- RayCrisis
- Remote Control Dandy
- Ridge Racer Type 4[5]
- Rockman Complete Works[5]
- SaGa Frontier 2[8]
- Shop Keeper[2]
- Spyro the Dragon (Японская версия)[2]
- Spyro 2: Ripto's Rage! (Японская версия)
- Street Fighter Alpha 3 (Японская версия)[5]
- Super Robot Wars Alpha
- Tales of Eternia (Японская версия)
- Theme Aquarium[2]
- Tokimeki Memorial 2
- World Neverland 2[2]
- World Stadium 3[2]